# Битва за ліс Белло
Битва за ліс Белло (англ. Battle of Belleau Wood) — бойові дії Американських експедиційних сил проти німецької кайзерівської армії, що сталися поблизу французької річки Марна в ході німецького Весняного наступу за роки Першій світовій війні. Битва велася між 2-ю і 3-ю дивізіями США, які разом з французькими і британськими військами, протистояли атакам німецьких формувань, включаючи підрозділи 237-ї, 10-ї, 197-ї, 87-ї і 28-ї дивізій. Битва стала одним з найзначущих етапів історії Корпусу морської піхоти Сполучених Штатів.

## Історія

### Передумови
У березні 1918 року, отримавши майже 50 додаткових дивізій, які вивільнилися через капітуляцію Росії на Східному фронті, німецька кайзерівська армія розпочала серію стратегічних наступальних операцій на Західному фронті, сподіваючись перемогти союзників до того, як американські війська будуть повністю розгорнуті у Франції та підготуються до воєнних дій. У травні німці розпочали третій наступ, операцію «Блюхер-Йорк», проти французів між Суассоном і Реймсом, відомий як Третя битва на Ені. 27 травня вони прорвалися на північний берег річки Марна в Шато-Тьєррі, за 95 кілометрів від Парижа. 31 травня 7-й кулеметний батальйон 3-ї американської дивізії за підтримки сенегальських тиральєрів вступив у битву, ведучи запеклі бої за утримання кожного будинку в Шато-Тьєррі. Зіткнувшись із такою затримкою, німецьке командування повернуло частку сил праворуч у бік Во та лісу Белло.
1 червня Шато-Тьєррі та Во були захоплені і німецькі війська рушили до лісу Белло. 2-га піхотна дивізія США, яка мала у своєму складі бригаду морської піхоти США, була виведена на шосе Париж-Мец. 9-й піхотний полк був розміщений між шосе та Марною, тоді як 6-й полк морської піхоти був розгорнутий ліворуч. 5-й морської піхоти і 23-й піхотний полки були відведені в резерв.

### Битва
Увечері 1 червня німецькі війська пробили пролом у французькій лінії оборони ліворуч від позиції, що займали підрозділи морської піхоти. У відповідь резерв США, який складався з 23-го піхотного полку, 1-го батальйону 5-го полку морської піхоти та частини 6-го кулеметного батальйону морської піхоти, здійснив форсований марш понад 10 км, щоб закрити розрив у лінії, чого вони досягли на світанку. До ночі 2 червня американські війська утримували 20 кілометрів лінії фронту на північ від шосе Париж-Мец, що проходить через зернові поля та рідкі ліси, від Трикутної ферми на захід до Люсі, а потім на північ до пагорба 142. Німці лінія простягалася від Во до Буреша та Бельо.
У рамках продовження великого наступу німецьке командування наказало підпорядкованим частинам наступати на Маріньї та Люсі через ліс Белло, під час якого інші німецькі війська мали перетнути річку Марна. Командир бригади морської піхоти генерал Джеймс Гарборд, відхиливши французький наказ відступити та обладнати опорні пункти далі в тилу, наказав морській піхоті «триматися там, де вони стоять». Багнетами морські піхотинці викопували неглибокі бойові позиції, з яких можна було стріляти з положення лежачи. У другій половині дня 3 червня німецька піхота в штикову через хлібні поля атакувала позиції морських піхотинців. Американці чекали, поки противник підійде на відстань 90 метрів, перш ніж відкрити з рушниць смертоносний вогонь впритул, який знищив хвилі німецької піхоти та змусив тих, хто вижив, відступити в ліс.
Зазнавши значних втрат, німці окопалися вздовж лінії оборони від пагорба 204, на схід від Во, до Ле Тіоле на шосе Париж-Мец і на північ через лісу Белло до Торсі.
4 червня генерал-майор Банді, командир 2-ї дивізії, прийняв командування американським сектором фронту. Протягом наступних двох днів морські піхотинці відбивали безперервні німецькі штурми. Прибула 167-ма французька дивізія, що дало Банді шанс зміцнити свої 1800 м фронту. 3-тя бригада Банді утримувала південний сектор лінії, тоді як бригада морської піхоти утримувала північний фланг оборонного рубежу від Трикутної ферми.
О 03:45 6 червня союзники розпочали атаку на німецькі війська, які готували власну атаку. Французька 167-ма дивізія атакувала ліворуч від американців, тоді як морські піхотинці атакували пагорб 142, щоб запобігти фланговому вогню по французах. У рамках другого етапу атаки 2-га дивізія мала захопити хребет, що виходить на Торсі та ліс Белло, а також окупувати власно лісовий масив. Однак морським піхотинцям не вдалося детально розвідати обстановку в лісі. Як наслідок, вони не помітили полк німецької піхоти, що окопався в лісовому масиві, обладнавши польові укріплення з мережею кулеметних гнізд і вогневих позицій артилерії.
На світанку 1-й батальйон 5-го полку морської піхоти мав атакувати пагорб 142, але на позиції були лише дві роти. Морські піхотинці наступали хвилями по відкритому пшеничному полю, з закріпленими багнетами, під щільним вогнем німецьких кулеметів і артилерії, й багато морських піхотинців загинуло. Втративши майже усіх, що перейшли в атаку, дві роти закріпилися на захопленому рубежі.
О 17:00 6 червня 3-й батальйон 5-го полку морської піхоти та 3-й батальйон 6-го полку морської піхоти на правому фланзі просунулися із заходу у ліс Белло у рамках другої фази контрудару союзників. Знову морським піхотинцям довелося просуватися через пшеничне поле заввишки по пояс під щільним кулеметним вогнем противника. Одна з найвідоміших цитат в історії Корпусу морської піхоти пролунала під час першого кроку до бою, коли перший сержант Даніель Делі, нагороджений двома медалями Пошани, який служив на Філіппінах, у Санто-Домінго, на Гаїті, Пекіні та Веракрусі, спонукав своїх бійців 73-ї кулеметної роти вперед зі словами: «А нуте, сучі сини. Хочеш жити вічно?»
Перші хвилі морської піхоти — наступаючи добре дисциплінованими рядами — були вбиті. Праворуч морські піхотинці 3/6 батальйону майора Сіблі увірвалися в південну частину лісу Белло й зіткнулися з важким кулеметним вогнем, снайперами та колючим дротом. Незабаром морпіхи та німецькі піхотинці вступили в рукопашний бій. Втрати, зазнані в цей день, були найвищими в історії морської піхоти на той час. Загалом у наступі на німецькі позиції у лісі Белло загинув 31 офіцер і 1056 рядового та сержантського складу бригади морської піхоти. Проте тепер морські піхотинці мали плацдарм у Белло-Вуд.
Тепер битва зайшла в глухий кут. Опівночі 7-8 червня німецька атака була зупинена, а американська контратака вранці 8 червня так само не увінчалася успіхом. Батальйон Сіблі, зазнавши майже 400 втрат, був змінений 1-м батальйоном 6-го полку морської піхоти. Майор Ширер очолив 3-й батальйон 5-го полку морської піхоти замість пораненого Беррі. 9 червня величезний американсько-французький обстріл спустошив ліс Белло, перетворивши колишній привабливий мисливський заповідник на кладовище зруйнованих дерев. Німці відкрили зустрічний вогонь по Люсі та Буреш і реорганізували свою оборону в лісі.
Вранці 10 червня 1-й батальйон майора Г'юза 6-го полку морської піхоти разом з частинами 6-го кулеметного батальйону атакував на північ у ліс. Хоча ця атака спочатку здавалася успішною, вона також була зупинена кулеметним вогнем. Був смертельно поранений командир 6-го кулеметного батальйону — майор Коул. Капітан Гарлан Мейджер — старший офіцер, що був на цей час у батальйоні — прийняв на себе командування підрозділом. Німці застосували велику кількість іприту. Далі 2-й батальйон Вайза 5-го полку морської піхоти отримав наказ атакувати ліс із заходу, тоді як Г'юз продовжував свій наступ з півдня.
О 04:00 11 червня люди Вайза за підтримки 23-ї та 77-ї рот 6-го кулеметного батальйону та частин 2-го батальйону 2-го інженерного полку просунулися крізь густий ранковий туман до лісу Белло і сильним вогнем противника були дезорганізовані на окремі групи. Взводи були ізольовані та знищені зведеним кулеметним вогнем. Виявилося, що батальйон просувався не в тому напрямку. Замість того, щоб рухатися на північний схід, вони рухалися прямо через вузьку смужку лісу, де тримали оборони кайзерівські війська. Однак американцям вдалося розгромити німецькі південні рубежі оборони. Німецький рядовий, у роті якого з 120 залишилося 30 осіб, писав: «Навпроти нас стоять американці, які є страшенно безрозсудними хлопцями».
Загалом морські піхотинці атакували лісовий масив шість разів, перш ніж вони змогли успішно вибити з нього німців. Вони відбивалися від контратак частин п'яти дивізій німців, які часто-густо переходили до рукопашного бою, з використанням лише багнетів чи кулаків.
26 червня 3-й батальйон 5-го полку морської піхоти під командуванням майора Моріса Е. Ширера за підтримки двох рот 4-го кулеметного батальйону та 15-ї роти 6-го кулеметного батальйону провів останню атаку на ліс Белло, в результаті чого ліс нарешті був звільнений від німців. Того дня майор Ширер подав доповідь, у якій просто говорилося: «Тепер ліс [Белло] повністю під контролем Корпусу морської піхоти США», завершивши одну з  найкривавіших і найжорстокіших битв, у яких американські війська брали участь у війні.

### Наслідки
Американські експедиційні сили зазнали втрату 9777 осіб, включаючи 1811 вбитими. Багато з них поховані на сусідньому американському кладовищі Ена-Марна. Достеменної інформації про кількість убитих німецьких солдатів немає, хоча 1600 потрапили в полон.